# Флавоцетрария снежная
Флавоцетрария снежная, или Цетрария снежная (лат. Flavocetraria nivalis) — гофрированный снежный лишайник, представляет собой зеленовато- или соломенно-жёлтый прямостоячий лишайник высотой до 6 см (редко таллом почти горизонтально распростёрт) семейства пармелиевые (Parmeliaceae).

## Распространение
Флавоцетрария снежная растёт в Арктической части Евразии, Северной Америке, Гренландии, холодных районах Южной Америке (Патагония, верхняя часть Анд, Тибете, Гималаях, северной таёжной зоне, горных и равнинных тундрах. Является чрезвычайно холодоустойчивым видом, растёт в условиях малого снежного покрова. В этих суровых местах, когда зимой температура опускается до -50 °С и ниже, дуют сильные пронизывающие ветры, а в высокогорьях к тому же ещё повышен уровень ультрафиолетовой радиации, фловоцетрария снежная накапливает биологически активные вещества, помогающие ей переносить такие экстремальные условия.
Флавоцетрария снежная обитает в очень жёстких климатических условиях, так в природных условиях она может сильно высыхать и тогда содержит воды всего 12 % от нормального среднего количества и затем способна сильно насыщаться ею до 437 % от нормального количества. У неё не нарушается обмен веществ, она поглощает углекислый газ даже при отрицательных температурах (-80 °С), то есть когда заморожена и находится под воздействием сильной солнечной радиации

## Биологически активные компоненты
Флавоцетрария снежная содержит 21 % пищевых волокон; свободные жирные кислоты; триглицериды, гекса α-гидроксиизовалерат, рибитол; углеводородные соединения: n-алканы, антейзо-алканы, метилгептадеканы.
В Финляндии флавоцетрария снежная содержит протеин 2—3,2 %, сырой клетчатки 6,4 %, жиров 1,4—3,3 %, сахаров 0,4—1,8 %; в России в ней найдены сахара 1,5 %, лихенин 18,8 % , гемицеллюлоза 59,7 % и целлюлоза 3,9 %; l-усниновая кислот 1,1 %.
Флавоцетрария снежная как и все лишайники синтезирует специфические вторичные метаболиты, так называемые лишайниковые вещества (наиболее распространена усниновая кислота и др. представители классов депсидов и депсидонов), которые относят к фенольным соединениям. На Кольском полуострове в ней найдено 0,40 мг/г (4 %) фенольных соединений.
На острове Шпицберген флавоцетрария содержит 4,48—9,07 % усниновой кислоты. Содержание усниновой кислоты в флавоцетрарии снежной варьирует от 4 до 8 % в зависимости от времени года. Наибольшее количество её наблюдается чаще всего в конце весны-начале лета, осенью и зимой её содержание в лишайнике уменьшается.

## Фармакологические свойства
Флавоцетрария снежная разрешена к использованию в России в качестве лекарственного сырья для получения усниновой кислоты.
Усниновая кислота эффективна против большого разнообразия грамположительных (G +) штаммов бактерий, включая мультирезистентные (устойчивые) к антибиотикам штаммы золотистого стафилококка, энтерококк и микобактерии. Причем, усниновая кислота оказывает избирательное действие против стрептококка мутирующего, не вызывая побочных эффектов, отрицательно воздействующих на оральную сапрофитную микрофлору. Другими признанными характеристиками усниновой кислоты являются способность её поглощать ультрафиолет и консервирующие свойства.
Усниновая кислота обладает антибактериальным действием, особенно она эффективна против грамположительных бактерий: золотистого стафилококка Staphylococcus aureus, метициллин резистентного золотистого стафилококка, ванкомицин устойчивого энтерококка; эпидермального стафилококка Staphylococcus epidermidis; стрептококка мутирующего Streptococcus mutans, вызывающего кариес, пропионбактерии акне Propionibacterium acnes, вызывающие угри; коринобактерии Corynebacteria; против грибков Candida orthopsilosis и Candida parapsilosis; против туберкулезных микобактерий Mycobacterium tuberculosis, в том числе устойчивых к антибиотикам; кроме того усниновая кислота эффективна против Toxoplasma gondii tachyzoites; усниновая кислота обладает антимикробным действием против Bacillus subtilis, Listeria monocytogenes, Proteus vulgaris, Staphylococcus aureus, Streptococcus faecalis, Yersinia enterocolitica, Candida albicans и Candida glabrata.
Усниновая кислота имеет:
- противовоспалительное действие[20].
- обезболивающее и жаропонижающее действие[21].
- антиоксидантные свойства, защищает от ультрафиолетового излучения, что ценно с медицинской и косметической точки зрения[22]
- способствует заживлению ран[23]
- может использоваться для профилактики и лечения десен и патологий пародонта[24]
- обладает противораковым действием[25]
- усниновая кислота оказывает гастропротективное и антиоксидантное действие[26]

В дополнение к антимикробной активностью в отношении патогенов человека и растений, усниновая кислота обладает противовирусной, антипротозойной, антипролиферативной, противовоспалительной и обезболивающей активностью

## Применение в медицине
В России в начале 50-х годов начали производить препарат «Бинан» (натриевая соль усниновой кислоты) который был активен против золотистого стафилококка, гемолитического стрептококка,пневмококков, туберкулезной палочки. Эффективное наружное антимикробное средство для лечения нагноительных процессов в раневых поверхностях (водно-спиртовые новокаиновые растворы, в касторовом масле с анестезином, пихтовом бальзаме, в виде порошка): хирургия при лечении свежих посттравматических и послеоперационных раневых поверхностей, лечении варикозных и трофических язв, острого гнойного воспалительного процесса мягких тканей, травматических остеомиелитов, при пластических операциях, лечение ожогов II и III степеней, гинекологии (трихомонадных кольпитов, эрозий шейки матки, трещин сосков). В официальной медицине России разрешено использование уснината натрия, производимого из лишайников, который применяют в качестве антибактериального средства для обработки ран и ожогов.
В Западной Европе экстракт лишайников, сама усниновая кислота, получаемая из них и её соли, используются в медицине и косметике. Продаются как моно, так и комплексные препараты, применяемые для лечения воспалений и заболеваний кожи, полости рта и горла, ран и ожогов, чесотки, в гинекологических целях.
Жители Боливийских Анд (племена Qollahuaya) флавоцетрарию снежную называют «борода скал» и отвар из неё пьют как сердечно-легочный тоник при высотной болезни и сердечных приступах.

## Использование в косметике
Флавоцетрария снежная оказывает многосторонне положительное воздействие на кожу лица и рук, замедляя её старение, улучшая её структуру, защитные качества и внешний вид благодаря содержанию специфических уникальных органических лишайниковых кислот, обладающих антибактериальными и антигрибковыми свойствами, тонизирующим, противовоспалительным и антиоксидантным действием, защищая от свободных радикалов, патогенных бактерий и грибков, снижая вредное воздействие излишнего солнечного ультрафиолета, полисахаридам (лишайниковый крахмал) и макро- и микроэлементам, витаминам, укрепляющих и питающих кожу.

## Употребление в других целях
Во время Великой Отечественной войны в СССР был разработан способ получения сахаристой бесцветной патоки со вкусом карамели из Кладонии снежной, где содержание глюкозы составляло до 71 % от сухой массы.
Сложный экстракт усниновой кислоты или очищенная сама усниновая кислота продается в США как пищевая добавка, употребляемая для снижения веса.